# 夏布鲁
夏布鲁（羅馬化：Syābru, Syāphru）是尼泊尔北部巴格马蒂专区拉苏瓦地区的一个村庄发展委员会。根据1991年尼泊尔人口普查的数据，该地区人口为1755人，分属于363个家庭。

## 历史

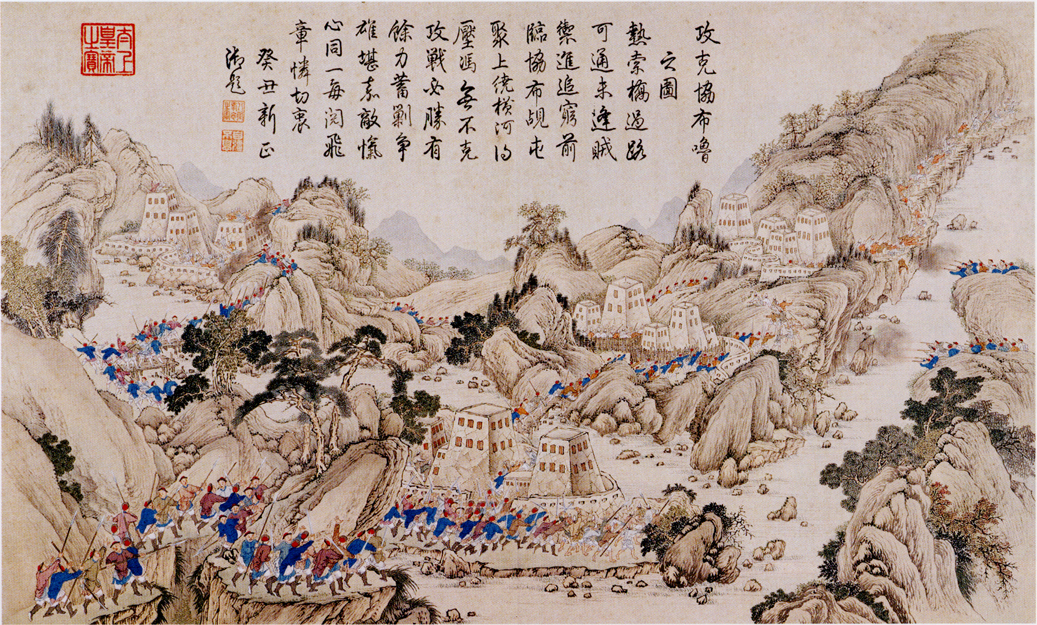
中国画中描绘的1792年战役

1792年7月24日左右，该地区是中尼战争第二次战役的战场。 

## 政府
村庄发展委员会（Village Development Committees，简称 VDC）的宗旨是，在地方层面上有组织地动员村民，建立社区与公共部门之间的合作伙伴关系，从而改善服务提供体系。VDC 作为一个自治机构，具有与尼泊尔更高层级政府机构互动的权力。
通过这一制度，VDC赋予村民在发展事务中的一定控制权和责任感，同时确保国家资金的合理使用与分配，并加强政府官员、非政府组织（NGO）及相关机构之间的互动。某一区域内的村庄发展委员会会就教育、供水、基础卫生、环境卫生及收入问题进行讨论，并对进展情况进行监督和记录，这些数据最终体现在人口普查中。
在村庄发展委员会（VDC）中，有一名由选举产生的主席，通常以超过80%的多数票当选。每个村辖区（ward）也会选出一名负责人，此外还有四名成员由选举或提名产生。